# Filippo VI di Francia
Filippo VI di Valois, detto il Fortunato (8 maggio 1293 – Nogent-le-Roi, 22 agosto 1350) è stato conte d'Angiò, del Maine e di Valois dal 1325 al 1328, nonché re di Francia dal 1328 fino alla sua morte.

## Origine
Era figlio di Carlo di Valois (conte di Valois, Alençon e di Chartres e, inoltre, re titolare d'Aragona e fondatore della dinastia dei Valois) e di Margherita d'Angiò (contessa di Angiò e del Maine).

## Biografia
Nel 1320 Filippo di Valois guidò le truppe francesi in aiuto degli assediati guelfi genovesi, per cercare di rompere o almeno alleggerire l'assedio intorno a Genova, posto dalle truppe degli esuli ghibellini genovesi, alleati ai Visconti di Milano, a Castruccio Castracani di Lucca e agli aragonesi del regno di Sicilia. Filippo affrontò le truppe dei Visconti, contribuendo a far togliere l'assedio.
Tra il 1322 e il 1323, messosi agli ordini di suo zio, il re di Napoli Roberto d'Angiò, andò in Lombardia per portare aiuto al legato papale del papa Giovanni XXII, ma dovette ritirarsi di fronte all'esercito dei Visconti, che era di gran lunga superiore al suo ed era integrato dai contingenti delle città soggette ai signori di Milano.
Nel 1328 suo cugino, il re di Francia Carlo IV il Bello morì, senza eredi maschi, mentre la moglie, Giovanna d'Évreux, incinta per la terza volta, avrebbe dovuto partorire dopo poche settimane. Filippo di Valois, che era cugino germano del re fu nominato reggente, mentre il parente maschio più prossimo era il re d'Inghilterra Edoardo III, figlio di Isabella di Francia e quindi nipote del re Filippo IV di Francia.

### La difficile ascesa al trono

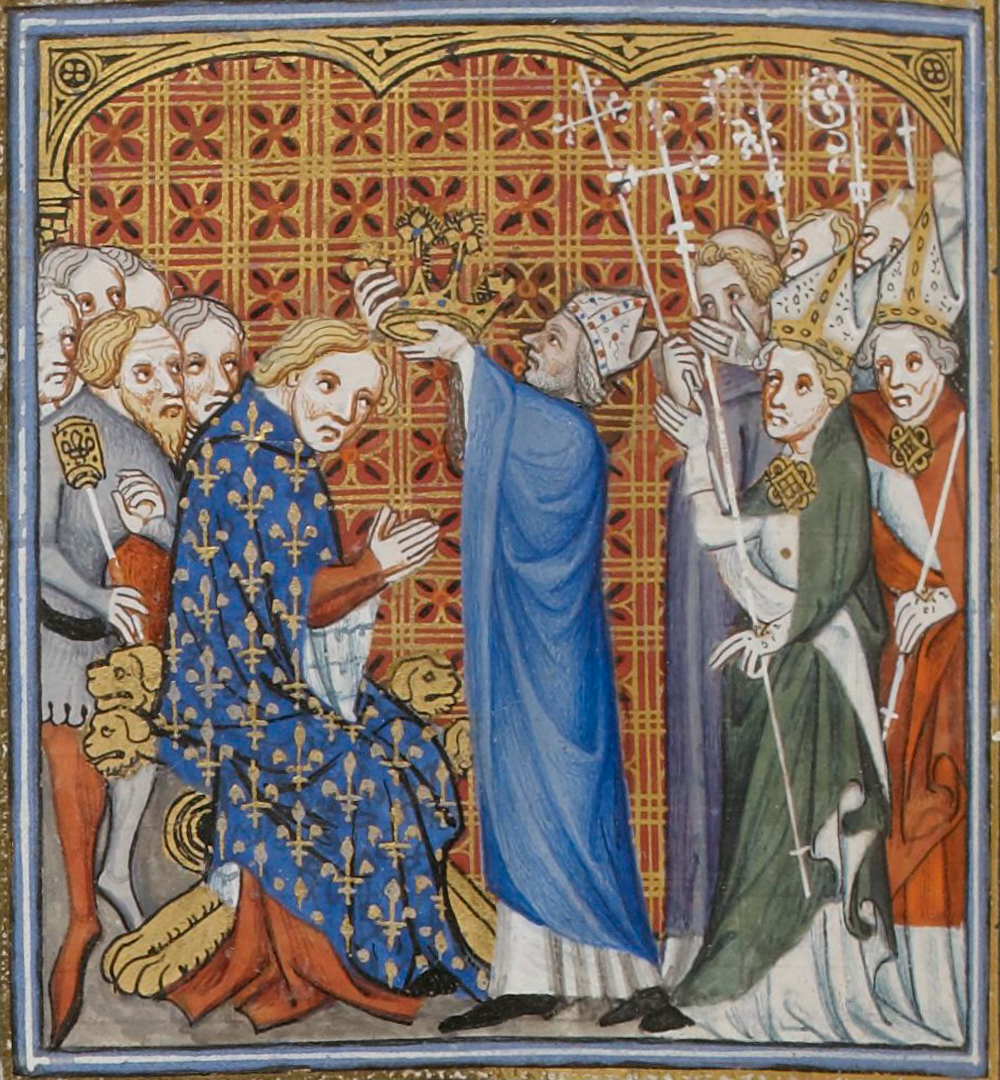
Incoronazione di Filippo VI

La regina Giovanna d'Évreux, il 1º aprile 1328, mise al mondo un'altra femmina, Bianca, ed il reggente, di fatto, diventò re di Francia con il nome di Filippo VI e, su conforme parere dei giuristi, un'assemblea di nobili, simile a quella che un tempo aveva eletto Ugo Capeto, approvò la successione, in conformità alla legge salica, secondo cui la successione spettava solo agli eredi maschi. Filippo VI dovette riconoscere a Giovanna, figlia primogenita di Luigi X l'Attaccabrighe, i suoi diritti sulla corona di Navarra. Giovanna, in cambio, dovette rinunciare ai suoi diritti sulla corona di Francia e cedere le contee di Champagne e di Brie al dominio reale francese (come compensazione accettò le contee di Angoulême e di Mortain). Continuando con le trattative, Giovanna ottenne Longueville in Cotentin. Infine, Giovanna non tardò a scambiare la contea di Angoulême con feudi in Vexin: Pontoise, Beaumont-sur-Oise e Asnières-sur-Oise.
Edoardo III d'Inghilterra, che mal sopportava la sconfitta delle Fiandre, avanzò pretese di successione al trono francese, in quanto discendente in linea diretta, anche se femminile, dal re Filippo IV il Bello. La rivendicazione di Edoardo servirà ben presto da pretesto alle necessità espansionistiche dell'Inghilterra.
Con la morte di Carlo IV, dunque, ebbe fine il ramo diretto della dinastia capetingia e si aprì un lungo capitolo per la successione al trono di Francia noto come la guerra dei cent'anni (1337-1453), che iniziò proprio durante il regno di Filippo VI.

### Re di Francia

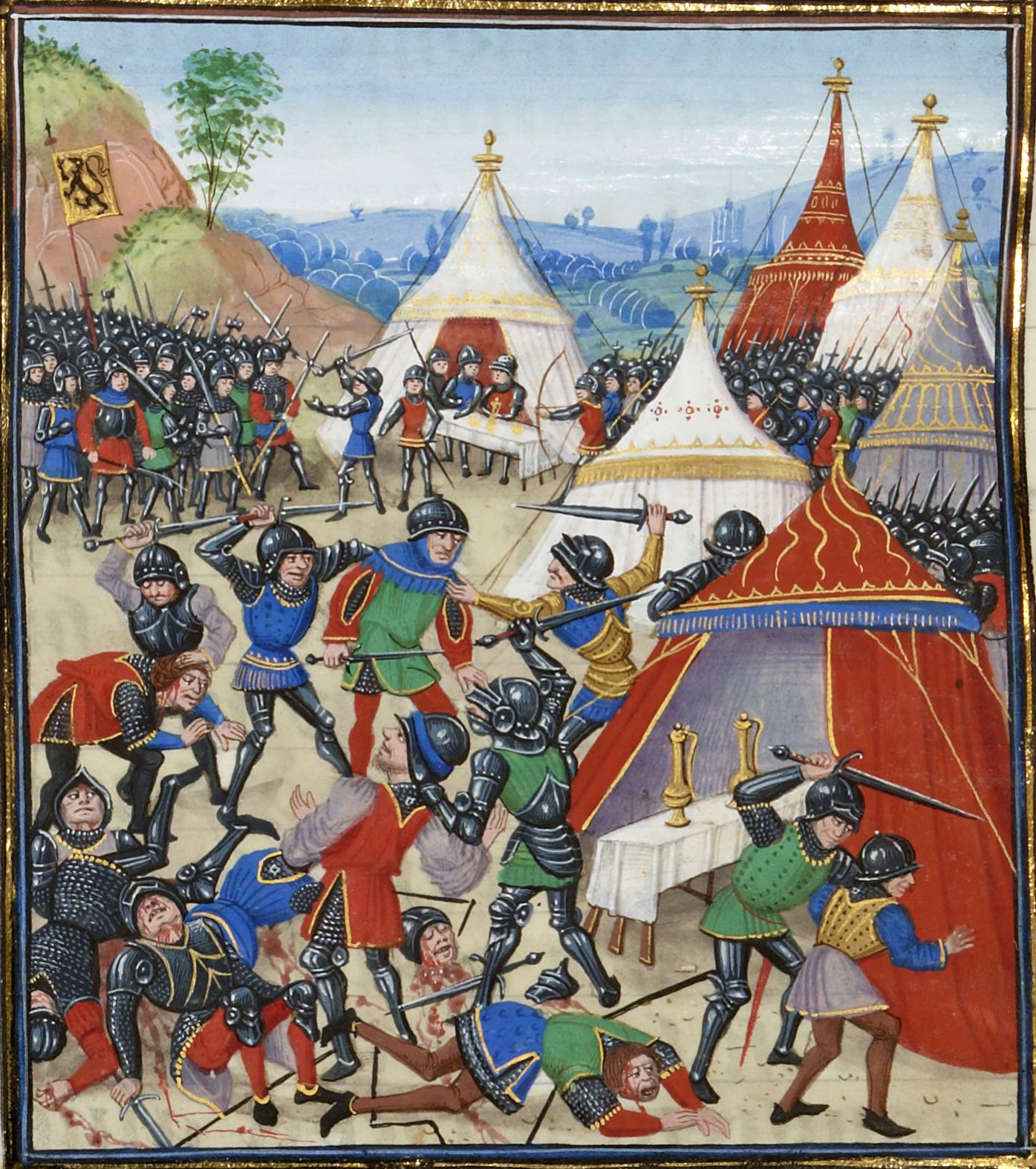
Battaglia di Cassel

Appena incoronato Filippo, ricevuta la richiesta di aiuto del Conte delle Fiandre Luigi I di Crécy, intervenne con un grosso esercito che a Cassel, il 23 agosto 1328, sgominò i rivoltosi massacrandoli a migliaia.
Nel 1332 Filippo VI aderì a un piano ispirato dal re di Boemia Giovanni di Lussemburgo, che prevedeva tra l'altro che Filippo VI assumesse il governo del regno di Arles, ma il progetto non ebbe buon fine.
Sempre nel 1332 Filippo VI cominciò a pensare di organizzare una crociata con il re d'Inghilterra, Edoardo III, ma non riuscì mai a realizzare il progetto, sia per la mancanza di volontà di Edoardo III, sia per il fatto che i papi Giovanni XXII e Benedetto XII si mostrarono molto tiepidi.

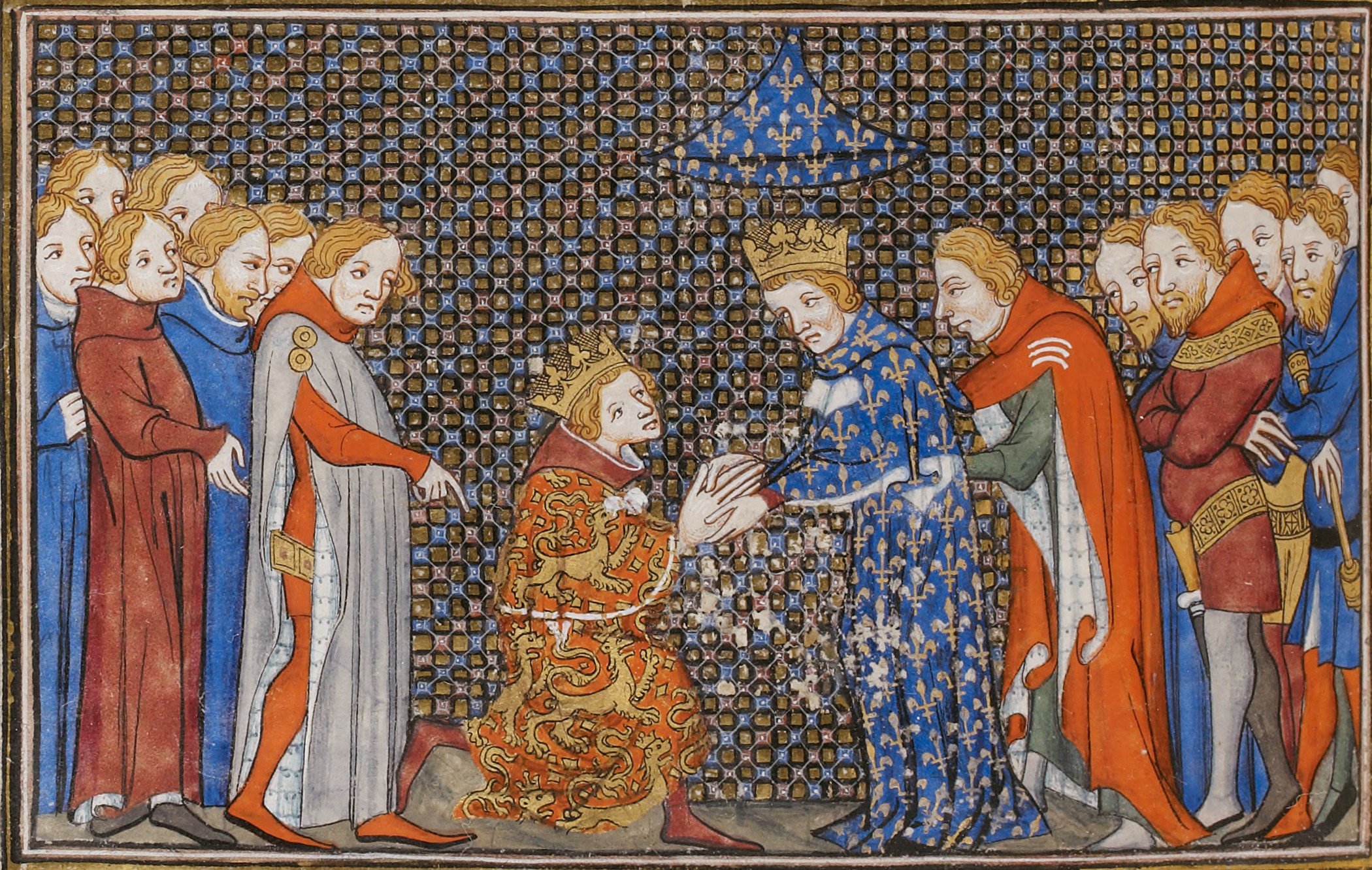
L'omaggio di Edoardo III a Filippo VI nel 1329

Inizialmente il re d'Inghilterra suo cugino, Edoardo III, aveva riconosciuto Filippo come re di Francia, ma esistevano almeno tre motivi di conflitto fra i due: nel ducato di Guienna gli espropri a favore dei feudatari francesi contro i feudatari fedeli al re d'Inghilterra continuavano, facendo diminuire i possedimenti della corona inglese; dopo Cassel, il commercio di lana inglese nelle Fiandre era molto diminuito; infine la politica francese di alleanza con il regno di Scozia ostacolava la politica inglese di supremazia in quel regno. A fronte di tutto ciò, Edoardo III decise di assumere l'iniziativa e rivendicare il trono francese, dando di fatto inizio alla guerra, aizzato in questo da Roberto III d'Artois, rifugiatosi in Inghilterra, dopo essere stato bandito, nel 1332, da Filippo VI.
La prima mossa fu il divieto di esportazione della lana inglese nelle Fiandre (12 agosto 1336), il che fomentò il malcontento dei fabbricanti di stoffe fiamminghi, che senza la lana grezza inglese restavano privi di materia prima.
Edoardo si alleò con il duca del Brabante e il margravio del Brandeburgo, per avvicinare l'imperatore, Ludovico il Bavaro. Filippo VI, alleato del papa Benedetto XII, non si preoccupò troppo della cosa e così nel luglio del 1337 Ludovico si alleò con Edoardo III, promettendogli duemila uomini in caso di guerra contro la Francia. Intanto Edoardo III preparava la guerra, imponendo a tutti i sudditi di armarsi secondo i propri mezzi e incoraggiando i più giovani ad imparare il francese.

### Inizio della guerra dei cent'anni
Il 27 ottobre 1337 Edoardo III, in una lettera a Benedetto XII, definiva Filippo VI sedicente re dei francesi, mentre il 1º novembre il vescovo di Lincoln consegnò a Parigi una lettera di sfida (una dichiarazione di guerra), dando inizio alle operazioni pochi giorni dopo con la devastazione dell'isola di Cadzard, davanti alle Fiandre (Inizio della guerra dei cent'anni).
Nel 1338 Edoardo comparve nei Paesi Bassi e a Coblenza Ludovico lo nominò vicario imperiale. Nel 1339, durante un'incursione nella zona di Cambrai, Edoardo III, era riuscito a radunare un imponente esercito che comprendeva anche gli imperiali ma, pur venendo a contatto con l'esercito francese, non si arrivò a una battaglia.
Nel 1340, dopo la battaglia navale di Sluys, nella quale la flotta francese venne sconfitta, Filippo, desideroso di giungere alla pace, chiese la mediazione di Ludovico il Bavaro, che accettò e, nel settembre dello stesso anno, fu firmata la prima grande tregua della guerra, che nel marzo del 1341 fu seguita da un accordo tra Francia e impero, i quali si impegnavano a rispettare i confini esistenti al momento e mentre Filippo VI si impegnava a fare opera di mediazione tra Ludovico e il papa, Ludovico, tolto a Edoardo il titolo di vicario imperiale, garantì a Filippo VI la neutralità dell'impero, che fu mantenuta sino alla morte di Ludovico (ottobre 1347).

### Ripresa della guerra e battaglia di Crécy
La guerra tra Francia e Inghilterra riprese a causa della successione del ducato di Bretagna: alla morte senza discendenti del duca Giovanni III di Bretagna, si contesero la successione il suo fratellastro, Giovanni di Montfort, e la nipote, Giovanna di Penthièvre con il marito, Carlo di Blois e, nel corso del 1342, sia Filippo VI, che parteggiava per Carlo di Blois, che Edoardo III, per Giovanni di Montfort, intervennero con i loro eserciti. Non si arrivò allo scontro, ma gli inglesi ora avevano una base in Bretagna.
Nel 1346 Edoardo III sbarcò in Normandia con un esercito di circa 20.000 uomini, guidato da un normanno, Goffredo d'Harcourt, rifugiatosi in Inghilterra a seguito di problemi con la giustizia reale francese. Conquistata Caen, gli inglesi avanzarono in direzione della Senna, che attraversarono a Poissy. Solo allora Filippo VI si mise all'inseguimento di Edoardo III che ora si avvicinava alla Somme per attraversarla e unirsi ai fiamminghi che lo avevano riconosciuto re di Francia. Edoardo riuscì a passare presso Abbeville e vistosi seguito da vicino, il 25 agosto, si trincerò sull'altipiano di Crécy. Il 26 agosto ebbe luogo la prima grande battaglia della guerra dei cent'anni; le cariche della cavalleria francese si infransero davanti alle posizioni degli inglesi e i cavalieri francesi furono decimati dalle salve degli arcieri e dai coltelli dei fanti che si avventavano su di loro. Il re Filippo VI fuggì e le perdite francesi superarono i 4.000 morti tra cui il re di Boemia, Giovanni di Lussemburgo. Dopo Crécy Edoardo III mise l'assedio a Calais, che resistette eroicamente, ma dopo quasi un anno di assedio senza avere ricevuto alcun aiuto da Filippo VI si dovette arrendere.

### Ultimi anni e morte

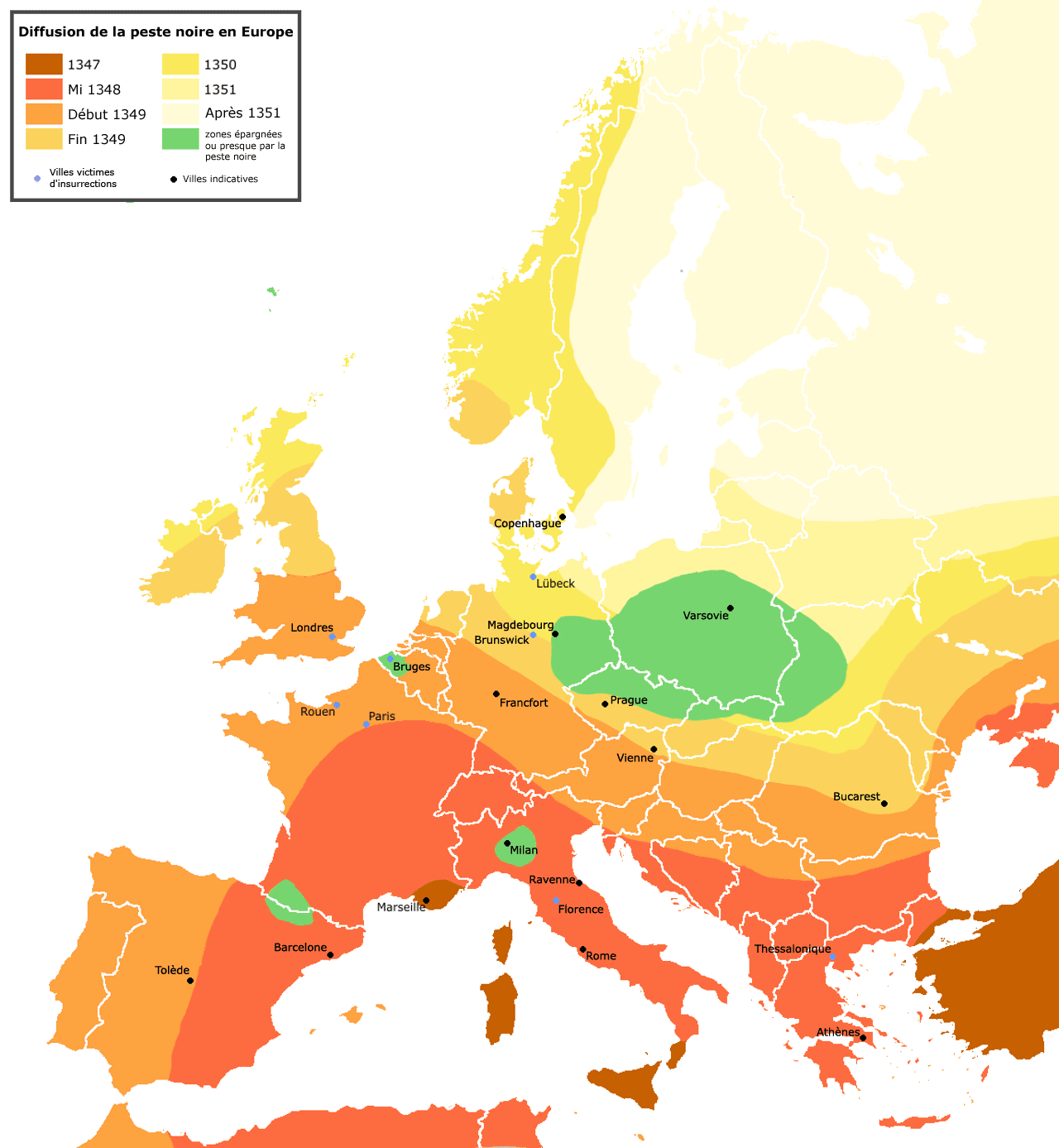
Diffusione della peste nera

Nel 1347 alle difficoltà della guerra si aggiunse una epidemia di peste che colpì la Francia in modo violento, portando alla morte molti sudditi di Filippo e la maggior parte dei suoi cari, tra cui molto probabilmente la moglie Giovanna di Borgogna nel 1348.

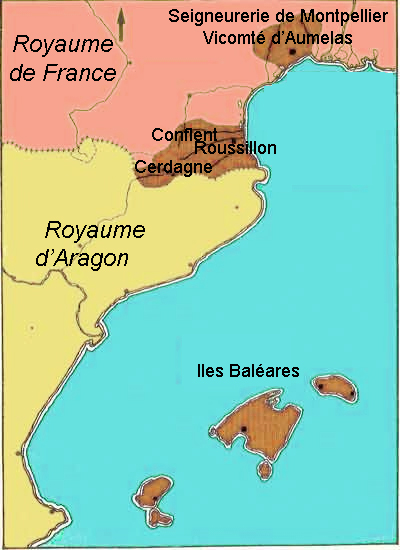
Reame di Maiorca con Montpellier

Nel 1349 Filippo VI comprò dal re Giacomo III di Maiorca, che aveva necessità di una forte somma per formare un esercito per riconquistare il suo regno, che gli era stato tolto dal re d'Aragona Pietro IV il Cerimonioso, la città di Montpellier, centro notevole di cultura, per 120.000 scudi d'oro. La città sarebbe dovuta passare al regno di Francia alla morte di Giacomo III, che però morì quell'anno stesso, e in quel momento Montpellier divenne la seconda città del regno.
Nello stesso anno il conte del Delfinato, Umberto II, senza eredi e carico di debiti, dopo avere cercato di vendere la sua contea al papa trovò l'accordo con Filippo VI, che ne investì il figlio maggiore, Giovanni, che a sua volta ottenuta la corona passò il titolo al suo erede, Carlo, e dopo di lui tutti gli eredi al trono di Francia ne furono investiti. Comunque il Delfinato rimase sempre un feudo imperiale, il delfino rendeva omaggio all'imperatore.

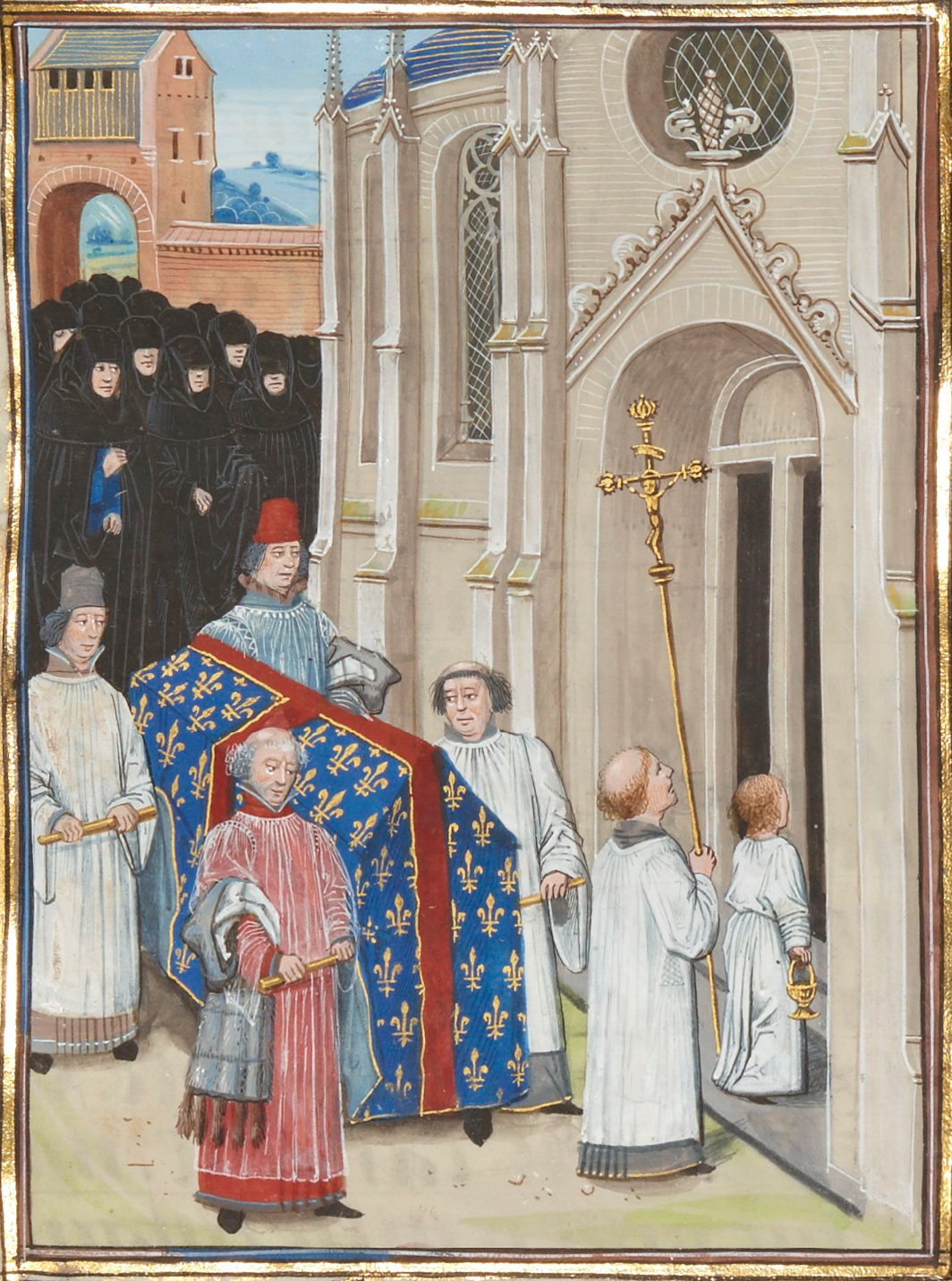
Funerale di Filippo VI

Filippo VI morì nella notte tra il 22 e il 23 agosto 1350 nel castello di Nogent-le-Roi, ma secondo altri storici nella abbazia di Notre-Dame a Coulombs. Alla sua morte gli successe il figlio Giovanni.

### Matrimoni e discendenza
Filippo VI sposò in prime nozze, nel 1313, Giovanna di Borgogna (1293-1349), dalla quale ebbe otto figli:
- Giovanni, futuro Giovanni II di Francia (1319-1364);
- Maria di Francia (1326-1333);
- Luigi (1328);
- Luigi (1330);
- Giovanni (1333);
- Filippo (1336-1375) conte di Valois e duca d'Orléans;
- Giovanna (1337);
- ? (1343).

Nel 1348 Giovanna di Borgogna morì, forse per avere contratto la peste; Filippo, rimasto vedovo, nel 1349 si risposò con Bianca di Navarra.
Bianca diede a Filippo VI una bambina che nacque postuma:
- Giovanna (1351-1371), che morì poco dopo il suo fidanzamento con Giovanni, l'erede al trono d'Aragona.

## Ascendenza
|                        |                 |                        | Genitori                           |  |  | Nonni |  |  | Bisnonni            |  |  | Trisnonni             |  |
|                        |                 |                        |                                    |  |  |       |  |  | Luigi IX di Francia |  |  | Luigi VIII di Francia |  |
|                        |                 |                        |                                    |  |  |       |  |  | Luigi IX di Francia |  |  | Luigi VIII di Francia |  |
|                        |                 | Bianca di Castiglia    |                                    |  |  |       |  |  | Luigi IX di Francia |  |  |                       |  |
| Filippo III di Francia |                 |                        |                                    |  |  |       |  |  | Luigi IX di Francia |  |  |                       |  |
|                        |                 | Margherita di Provenza | Raimondo Berengario IV di Provenza |  |  |       |  |  |                     |  |  |                       |  |
|                        |                 | Margherita di Provenza | Raimondo Berengario IV di Provenza |  |  |       |  |  |                     |  |  |                       |  |
|                        |                 | Margherita di Provenza | Beatrice di Savoia                 |  |  |       |  |  |                     |  |  |                       |  |
| Carlo di Valois        |                 | Margherita di Provenza |                                    |  |  |       |  |  |                     |  |  |                       |  |
|                        |                 | Giacomo I d'Aragona    | Pietro II d'Aragona                |  |  |       |  |  |                     |  |  |                       |  |
|                        |                 | Giacomo I d'Aragona    | Pietro II d'Aragona                |  |  |       |  |  |                     |  |  |                       |  |
|                        |                 | Giacomo I d'Aragona    | Maria di Montpellier               |  |  |       |  |  |                     |  |  |                       |  |
| Isabella d'Aragona     |                 | Giacomo I d'Aragona    |                                    |  |  |       |  |  |                     |  |  |                       |  |
|                        |                 | Iolanda d'Ungheria     | Andrea II d'Ungheria               |  |  |       |  |  |                     |  |  |                       |  |
|                        |                 | Iolanda d'Ungheria     | Andrea II d'Ungheria               |  |  |       |  |  |                     |  |  |                       |  |
|                        |                 | Iolanda d'Ungheria     | Iolanda di Courtenay               |  |  |       |  |  |                     |  |  |                       |  |
| Filippo VI di Francia  |                 | Iolanda d'Ungheria     |                                    |  |  |       |  |  |                     |  |  |                       |  |
|                        | Carlo I d'Angiò | Luigi VIII di Francia  |                                    |  |  |       |  |  |                     |  |  |                       |  |
|                        | Carlo I d'Angiò | Luigi VIII di Francia  |                                    |  |  |       |  |  |                     |  |  |                       |  |
|                        | Carlo I d'Angiò | Bianca di Castiglia    |                                    |  |  |       |  |  |                     |  |  |                       |  |
| Carlo II d'Angiò       | Carlo I d'Angiò |                        |                                    |  |  |       |  |  |                     |  |  |                       |  |
|                        |                 | Beatrice di Provenza   | Raimondo Berengario IV di Provenza |  |  |       |  |  |                     |  |  |                       |  |
|                        |                 | Beatrice di Provenza   | Raimondo Berengario IV di Provenza |  |  |       |  |  |                     |  |  |                       |  |
|                        |                 | Beatrice di Provenza   | Beatrice di Savoia                 |  |  |       |  |  |                     |  |  |                       |  |
| Margherita d'Angiò     |                 | Beatrice di Provenza   |                                    |  |  |       |  |  |                     |  |  |                       |  |
|                        |                 | Stefano V d'Ungheria   | Béla IV d'Ungheria                 |  |  |       |  |  |                     |  |  |                       |  |
|                        |                 | Stefano V d'Ungheria   | Béla IV d'Ungheria                 |  |  |       |  |  |                     |  |  |                       |  |
|                        |                 | Stefano V d'Ungheria   | Maria Lascaris di Nicea            |  |  |       |  |  |                     |  |  |                       |  |
| Maria Arpad d'Ungheria |                 | Stefano V d'Ungheria   |                                    |  |  |       |  |  |                     |  |  |                       |  |
|                        |                 | Elisabetta dei Cumani  | Seyhan dei Cumani                  |  |  |       |  |  |                     |  |  |                       |  |
|                        |                 | Elisabetta dei Cumani  | Seyhan dei Cumani                  |  |  |       |  |  |                     |  |  |                       |  |
|                        |                 | Elisabetta dei Cumani  | ?                                  |  |  |       |  |  |                     |  |  |                       |  |
|                        |                 | Elisabetta dei Cumani  |                                    |  |  |       |  |  |                     |  |  |                       |  |